# Tetra Pak
Tetra Pak è un'azienda multinazionale che produce sistemi integrati per il trattamento e il confezionamento di alimenti. Fondata nel 1951 a Lund, in Svezia, da Ruben Rausing e Erik Wallenberg, l’azienda fa parte del gruppo Tetra Laval.

## Storia

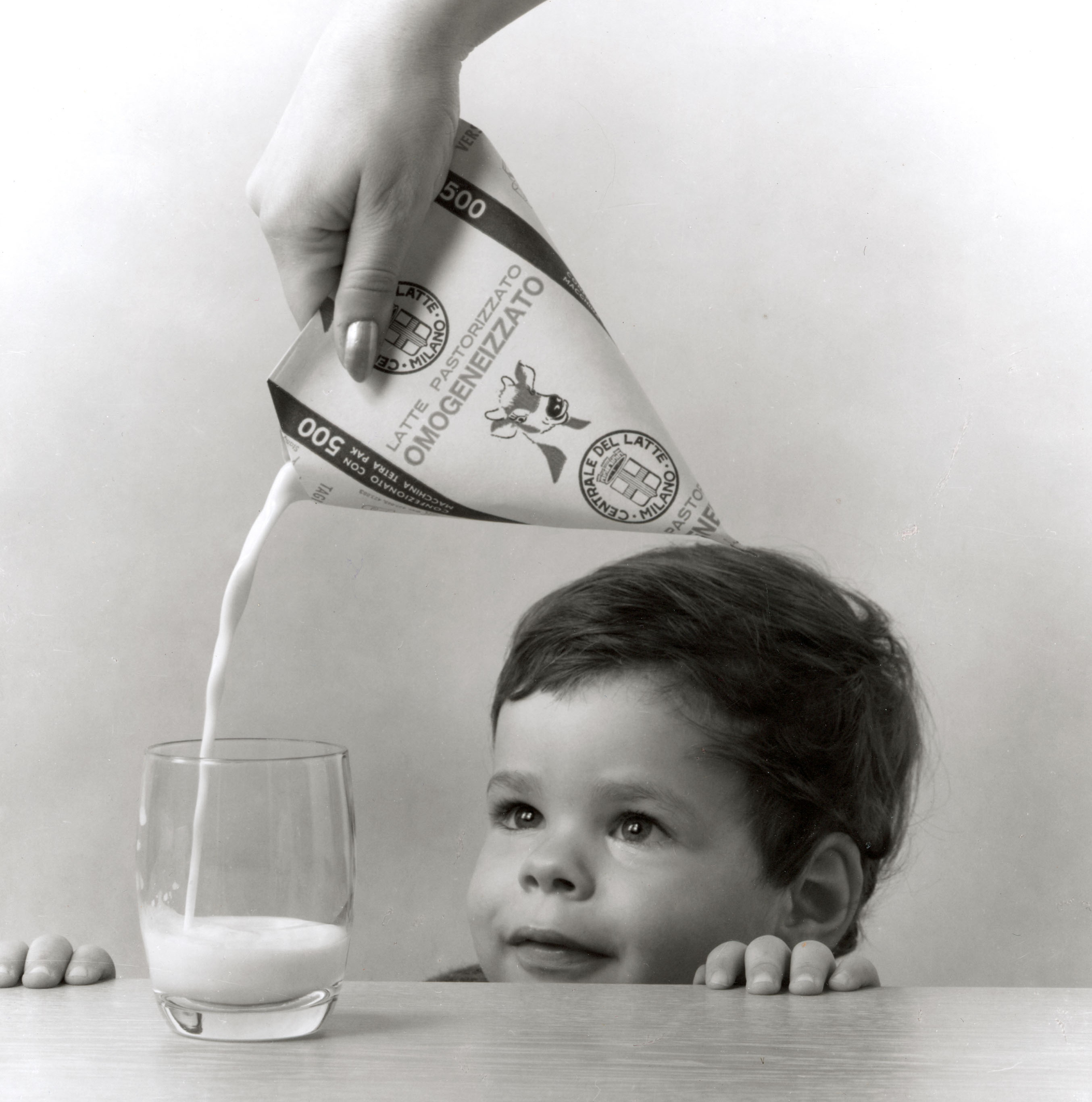
Ragazzo con Tetra Classic, Italia, anni '60 del XX secolo

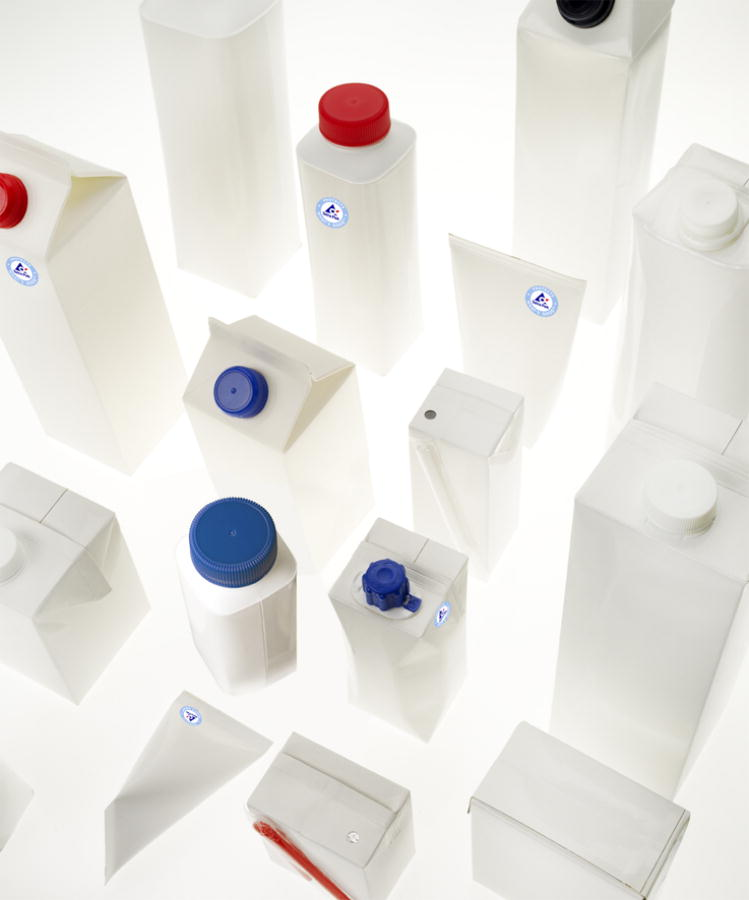
Prodotti Tetra Pak

Il primo prodotto di Tetra Pak è stato un contenitore di cartoncino usato per conservare e trasportare il latte. Fu chiamato Tetra Classic. Ruben Rausing aveva lavorato sul progetto fin dal 1943 e nel 1950 aveva perfezionato la tecnica per rendere questo tipo di contenitore assolutamente impenetrabile all’aria, utilizzando un sistema di rivestimento plastico della carta. Questi primi contenitori avevano la forma di tetraedri (solidi a quattro facce) e da essi è nato il nome dell’azienda. Nel 1952 fu lanciato il primo contenitore Tetra Classic e, più tardi, nel 1963 l’azienda introdusse il Tetra Brik, un contenitore di forma "rettangolare", ossia un parallelepipedo.
Il figlio di Ruben Rausing, Hans, ha condotto l’azienda dal 1954 fino al 1985, portandola da una piccola azienda di sette persone ad una delle maggiori aziende svedesi. Tetra Pak è stata fondata sul concetto che un imballaggio deve far risparmiare più di quanto costi, garantendo, grazie al confezionamento asettico, la possibilità di "spostare un alimento nello spazio e nel tempo". Alfa Laval è stata parte del gruppo Tetra Pak tra il 1991 e il 2000. Nel 1991 Alfa Laval Agri, azienda produttrice di attrezzature per le centrali del latte e per l’agricoltura, si è scissa da Alfa Laval. Quando Alfa Laval fu venduta, Alfa Laval Agri è rimasta parte del gruppo Tetra Pak ed è stata rinominata DeLaval, dal nome del fondatore, Gustaf De Laval.

## Attività
Tetra Pak è il principale fornitore mondiale di imballaggi per alimenti come latte, zuppe, succhi di frutta ed altri prodotti liquidi, e produce anche macchinari per il trattamento ed il confezionamento degli alimenti. Essa offre un'ampia gamma di sistemi di imballaggio, progetta e produce macchinari come omogeneizzatori, miscelatori e standardizzatori, scambiatori di calore, componenti di sistemi e di impianti. Si focalizza su cinque categorie di alimenti: caseari liquidi, formaggi, bevande, alimenti pronti e gelati. Questi alimenti possono essere confezionati, a seconda delle esigenze, in diversi tipi di confezioni, ciascuna con la sua denominazione, per esempio Tetra Classic, Tetra Brik, Tetra Prisma, Tetra Rex.
Tetra Pak produce materiale da imballaggio in 55 stabilimenti, ha 85 uffici vendite ed impiega quasi 25 000 dipendenti in tutto il mondo. Ogni anno vengono vendute più di 180 miliardi di confezioni Tetra Pak.
In alcuni casi, la parola Tetra Pak viene associata al contenitore in poliaccoppiato. Per questo motivo, la società ha lanciato una campagna di sensibilizzazione volta a sottolineare che "Tetra Pak è un’azienda, non un contenitore" in quanto ogni suo prodotto ha una specifica denominazione come Tetra Classic, ecc. ma nessuno di questi si chiama semplicemente "Tetra", "Tetra Pak" o "Tetrapack". L'azienda è di proprietà al 100% di Tetra Laval SA.

## Tecnologia
Dopo che l'azienda fu costituita, Tetra Pak cercò il modo di allargare il proprio mercato superando i limiti del prodotto latte fresco. Nella metà degli anni cinquanta, Tetra Pak iniziò attività congiunta di ricerca e sviluppo con Ursina, un’azienda svizzera che aveva sviluppato una nuova tecnica di sterilizzazione del latte: usando un’iniezione di vapore, Ursina era in grado di produrre latte sterilizzato che aveva effettivamente lo stesso sapore e valore nutrizionale del latte fresco.
La difficoltà, per Ursina, era di trovare un sistema economico per confezionare il latte. Nel settembre del 1961, durante una conferenza stampa a Thun, in Svizzera, fu presentata la prima macchina per il confezionamento asettico di latte sterilizzato consentendo lo stoccaggio a temperatura ambiente, proteggendone le proprietà nutrizionali ed evitando l’uso di conservanti.
Il trattamento asettico prevede il riscaldamento del prodotto alimentare ad elevata temperatura (135-150 °C nel caso del latte) in un comparto sigillato per pochi secondi, poi forzarne il raffreddamento a temperatura ambiente. Il processo di riscaldamento utilizzato viene chiamato "Sistema a temperatura ultra-elevata" (Ultra-High Temperature = UHT). Tale elevata temperatura uccide tutti i microorganismi; la sua breve durata provoca un danno minimo alle sostanze nutritive e al sapore rispetto ai tradizionali trattamenti di pastorizzazione e inscatolamento, che utilizzano temperature più basse, ma per un tempo significativamente più lungo.
Il confezionamento asettico prevede il trasferimento del prodotto trattato UHT all’interno di un imballaggio precedentemente sterilizzato in ambiente sterile. Una delle principali differenze tra i prodotti trattati con pastorizzazione e quelli con UHT, è che questi ultimi possono essere conservati per mesi senza richiedere refrigerazione.
Nel luglio del 2004 Tetra Pak ha lanciato Tetra Recart negli USA. Applicando la tecnologia "retorting", ovvero la sterilizzazione interna al pacchetto, l’azienda è in grado di fornire un contenitore alternativo per una varietà di prodotti alimentari che tradizionalmente vengono confezionati in lattine o vasetti di vetro, come frutta, verdura, piatti pronti e cibo per animali.

## Tetra Pak e l'ambiente
A parità di volume, il cartone di latte Tetra Classic pesava 10 volte meno dell'equivalente bottiglia di vetro con guadagni di spazio nella logistica: per un equivalente carico di bottiglie di vetro, l'utilizzo di automezzi necessario era 25 volte maggiore rispetto a quanto permesso con i nuovi cartoni tetraedrici.
Partendo dal principio di riduzione dell'uso delle materie prime all'origine, Tetra Pak ha ridotto il peso dei contenitori del 30% negli ultimi 20 anni, unendo al risparmio di carattere economico i benefici ambientali del risparmio di risorse. Inoltre ha diminuito  la quantità d'energia necessaria per produrre l'imballaggio, migliorandone al tempo stesso la qualità. Tetra Pak è impegnata su diversi fronti:
- nell'ottimizzazione dei sistemi di confezionamento in modo da ridurre consumi energetici e materiale di scarto; 35% rispetto al 2002. L'approccio alla sensibilità ambientale si è così tradotto in una vera e propria Politica Ambientale, che spesso anticipa le normative per l'adozione di standard e limiti presenti nei singoli Paesi dove opera. Da diversi
- nel minimizzare le emissioni di gas climalteranti, in particolare anidride carbonica partecipando al programma Climate Savers[3]
- [non chiaro]

### Raccolta differenziata delle confezioni Tetra Pak
Gli imballaggi della Tetra Pak, in quanto fatti di materiale poliaccoppiato, sono più complessi da riciclare rispetto alle normali bottiglie in PET.
In Italia, grazie ad un accordo con Comieco, consorzio nazionale per lo sviluppo della raccolta e riciclo degli imballaggi a base cellulosica, è in atto un programma per ampliare anche ai contenitori prodotti da Tetra Pak (imballaggi a base carta per il 74%) la raccolta differenziata di carta e cartoni.
Nel 2008 i cittadini serviti dalla raccolta differenziata dei cartoni per bevande erano oltre 24 milioni pari a circa il 42% della popolazione, comprendendo le maggiori città italiane (Roma, Milano, Torino, Firenze, Venezia, Taranto, Modena, …).
In alcune realtà territoriali la raccolta di questi contenitori avviene insieme alla "multimateriale" (plastica, alluminio, vetro, …) oppure in modo dedicato. In questi casi i cartoni per bevande vengono selezionati e avviati a riciclo in una cartiera dove, grazie all'uniformità di materiale in ingresso, viene prodotta nuova carta principalmente per uso grafico, riciclata da contenitori per bevande. In questa cartiera, a differenza delle altre cartiere che riciclano i contenitori Tetra Pak provenienti dalla raccolta differenziata e in cui viene recuperata esclusivamente la frazione in carta, è possibile anche il recupero di quella in polietilene e in alluminio attraverso la produzione di un nuovo materiale plastico, utilizzabile nel campo dello stampaggio plastico, denominato Ecoallene. Al 2019 esistevano soltanto due cartiere in Italia in grado di gestire il riciclo separato, pertanto gran parte delle confezioni vengono trattate per il recupero della sola frazione in carta.

## Cause e ricorsi
A marzo del 2009 un giudice di pace di Giarre (Catania), ha condannato Tetra Pak International e Nestlé Italiana al risarcimento dei danni morali conseguenti alla preoccupazione di una famiglia per aver fatto ingerire alle proprie figlie una possibile sostanza "inquinante" dovuta agli inchiostri di stampa della confezione (ITX). In seguito Tetra Pak annunciò che non avrebbe più utilizzato inchiostro con Itx per realizzare le sue confezioni. In sette altri casi in Italia, identici a quello di Giarre, è stato deciso di rigettare i reclami sollevati dai consumatori, in quanto privi di fondamento. Questo perché non si rileva alcuna responsabilità per danni alla salute a seguito della migrazione dell'ITX nell'alimento. Tutto ciò è in linea con la posizione sia dell'Autorità europea per la sicurezza alimentare (EFSA) sia dell'Istituto Superiore di Sanità che attesta l'inesistenza di rischi per la salute collegati agli eventi del 2005.